# Ophiolepis grisea
Ophiolepis grisea är en ormstjärneart som beskrevs av Hubert Lyman Clark 1940. Ophiolepis grisea ingår i släktet Ophiolepis och familjen Ophiolepididae. Inga underarter finns listade i Catalogue of Life.